# Траскеу
Траскеу (рум. Munţii Trascăului) — гори в Румунії, у складі Західних Румунських гір. Довжина біля 80 км, найвища точка — гора Димбу, що сягає висоти 1370 м. На сході стрімко обриваються до Трансильванського плато, на заході поступово переходять у хребет Металіч. Складені переважно вапняками, а також конгломератами й вулканічними породами. Глибоко розчленовані, розвинений карст. На схилах ростуть букові й змішані ліси.